# دوايت لوري
دوايت لوري (بالإنجليزية: Dwight Lowry)‏ هو لاعب كرة قاعدة أمريكي، ولد في 23 أكتوبر 1957 في لومبيرتون في الولايات المتحدة، وتوفي في 10 يوليو 1997 في جيمستاون في الولايات المتحدة بسبب نوبة قلبية.

## وصلات خارجية
- دوايت لوري على موقع دوري كرة القاعدة الرئيسي (الإنجليزية)
- دوايت لوري على موقعبيزبول رفرنس.كوم (الدوري الرئيسي) (الإنجليزية)
- دوايت لوري على موقعبيزبول رفرنس.كوم (الدوري الثانوي) (الإنجليزية)
- دوايت لوري على موقع مشجعي الرسوم البيانية (الإنجليزية)